# Oleśnica (gemeente in powiat Oleśnicki)
De gemeente Oleśnica is een landgemeente in het Poolse woiwodschap Neder-Silezië, in powiat Oleśnicki.
De zetel van de gemeente is in Oleśnica.
Op 30 juni 2004 telde de gemeente 11.240 inwoners.

## Oppervlaktegegevens
In 2002 bedroeg de totale oppervlakte van gemeente Oleśnica 243,44 km², waarvan:
- agrarisch gebied: 68%
- bossen: 22%

De gemeente beslaat 23,19% van de totale oppervlakte van de powiat.

## Demografie
Stand op 30 juni 2004:
| Omschrijving                   | Totaal | Totaal | Vrouwen | Vrouwen | Mannen | Mannen |
| ------------------------------ | ------ | ------ | ------- | ------- | ------ | ------ |
| eenheid                        | aantal | %      | aantal  | %       | aantal | %      |
| inwoners                       | 11.240 | 100    | 5456    | 48,5    | 5784   | 51,5   |
| bevolkingsdichtheid (inw./km²) | 46,2   | 46,2   | 22,4    | 22,4    | 23,8   | 23,8   |

In 2002 bedroeg het gemiddelde inkomen per inwoner 1227,16 zł.

## Administratieve plaatsen (sołectwo)
Bogusławice, Boguszyce (sołectwa: Boguszyce en Osiedle Boguszyce), Brzezinka, Bystre, Cieśle, Dąbrowa, Gręboszyce, Jenkowice, Krzeczyn, Ligota Mała, Ligota Polska, Ligota Wielka, Nieciszów, Nowa Ligota, Nowoszyce, Osada Leśna, Ostrowina, Piszkawa, Poniatowice, Smardzów, Smolna, Sokołowice, Spalice, Świerzna, Wszechświęte, Wyszogród, Zarzysko, Zimnica.

## Aangrenzende gemeenten
Bierutów, Czernica, Długołęka, Dobroszyce, Dziadowa Kłoda, Jelcz-Laskowice, Syców, Twardogóra